# بیگکرکه
بیگکرکه (به هلندی: Biggekerke) یک منطقهٔ مسکونی در هلند است که در فیره (هلند) واقع شده‌است. بیگکرکه ۹۱۹ نفر جمعیت دارد.